# Cardamine georgiana
Cardamine georgiana är en korsblommig växtart som beskrevs av Al-shehbaz och S.I. Warwick. Cardamine georgiana ingår i släktet bräsmor, och familjen korsblommiga växter. Inga underarter finns listade i Catalogue of Life.